# Harcerství

Kříž ZHP 1973 – exponát Muzeum miniaturního profesionálního umění Henryk Jan Dominiak v Tychách – Rozměry 31 x 31 mm

Harcerství (pl.: Harcerstwo) je společenské a výchovné hnutí, představující polskou interpretaci skautingu. Zásady, kterými se řídí jednání harcera, shrnuje harcerský slib a harcerský zákon, u pašáků (6-10 let) jsou to slib pašáka a zákon pašáka.
Termín harcerstwo se též používá pro označení harcerských organizací v Polsku i zahraničí (v rámci polské diaspory), pokud jsou založeny na harcerském výchovném systému, případně pro označení souboru členů hnutí.
V Polsku působí tři velké harcerské organizace s celostátní působností:    
- Związek Harcerstwa Polskiego (ZHP)
- Związek Harcerstwa Rzeczypospolitej (ZHR)
- Stowarzyszenie Harcerstwa Katolickiego "Zawisza" Federacja Skautingu Europejskiego (SHK Zawisza)

Harcerství vzniklo v Polsku v letech 1910-1911 a za jeho symbolické zakladatele jsou považováni Andrzej Małkowski a Olga Drahonowska-Małkowska.

## Věkové členění
- skřítci (pl. skrzaty, ZHR: 5-6 let)
- pašáci (pl. zuchy, ZHP: 6-10 let, ZHR: 7-10 let)
- harcerky a harceři (pl. harcerki i harcerze, ZHP: 10-13 let, ZHR: 10-16 let)
  - starší harcerky a harceři (pl. harcerki i harcerze starsi, jen ZHP: 13-16 let)
- poutnice a poutníci (pl. wędrowniczki i wędrownicy, ZHP: 16-25 let, ZHR: nad 16 let)
  - staršinové (pl. starszyzna, jen ZHP: nad 25 let, pokud není instruktorem)
  - senioři (pl. seniorzy, jen ZHP: nad 55)

Instruktorem se mohou stát členové od 16 (ZHP), resp 18 (ZHR) let věku, obě organizace vyžadují zvláštní zkoušky a sliby.

## Hierarchie

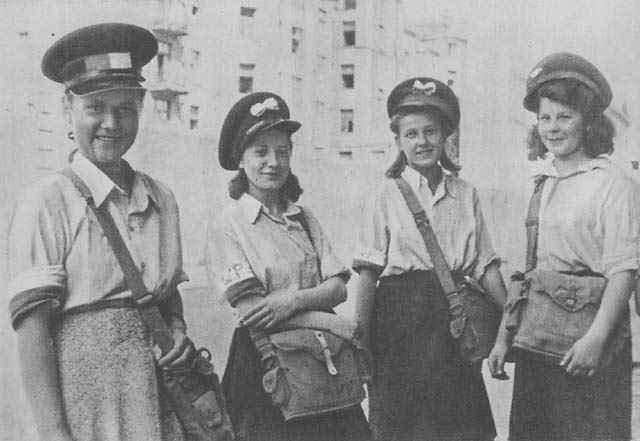
Doručovatelky harcerské polní pošty za varšavského povstání.

### Harcerské stupně
Harcerské stupně jsou součást harcerské výchovné metody, která má harcery motivovat k osobnímu rozvoji. Stupeň je v podstatě osvědčením toho, že jeho nositel dosáhl určité úrovně osobního rozvoje,  vědění a dovedností. Vznikaly v průběhu rozvoje hnutí a jejich počet, názvy a definice se u jednotlivých organizací liší.
- ZHP
  - ochotniczka / młodzik
  - tropicielka / wywiadowca
  - pionierka / odkrywca
  - samarytanka / ćwik
  - Harcerka Orla / Harcerz Orli
  - Harcerka Rzeczypospolitej / Harcerz Rzeczypospolitej
- ZHR
  - ochotniczka / młodzik
  - tropicielka / wywiadowca
  - samarytanka / ćwik
  - wędrowniczka / Harcerz Orli
  - Harcerka Rzeczypospolitej / Harcerz Rzeczypospolitej

### Instruktorské stupně
U organizací ZHP a ZHR jsou stejné, byť se mírně liší v podmínkách, za nichž je člověk může zastávat.
- (ZHP i ZHR):
  - průvodkyně / průvodce (pl. przewodniczka / przewodnik)
  - podharcmistryně / podharcmistr (pl. podharcmistrzyni / podharcmistrz)
  - harcmistryně / harcmistr (pl. harcmistrzyni / harcmistrz)

## Citát
| „                   | Harcerství je skauting plus nezávislost. | “ |
| — Andrzej Małkowski |                                          |   |